# 第8钢琴奏鸣曲 (贝多芬)

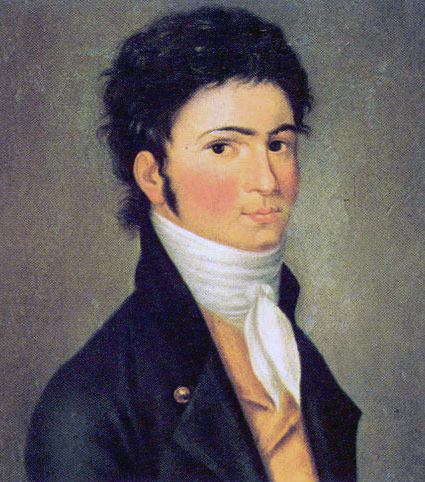
1801年的贝多芬畫像

C小調第8號鋼琴奏鸣曲，作品13，別名《悲怆奏鸣曲》（Sonate pathétique），是路德维希·范·贝多芬于1798年创作的钢琴奏鸣曲，于1799年出版。一直是贝多芬最著名的作品之一。贝多芬将这部作品献给他的朋友卡尔·冯·利赫诺夫斯基亲王。
据说贝多芬在创作完成该作品时，他的父母不幸去世。有人认为该作品是贝多芬前半生的写照。反映了作曲家内心孤独但又不向命运低头执著的性格。但也有人将其与《罗密欧与朱丽叶》相比较。认为这是对青春的咏叹。
全曲三樂章為英國倫敦聖三一學院列為鋼琴初級演奏文憑（ATCL）選曲；亦為英國皇家音樂學院列為鋼琴初級演奏文憑（DipABRSM）選曲。

## 分析
《悲怆奏鸣曲》共三个乐章：
1. 很快而有精神的快板（Grave; allegro di molto e con brio）
2. 如歌的慢板（Adagio cantabile）
3. 回旋曲，快板（Rondo: allegro）

演奏一般约需要19分钟。

### 第一乐章
C小调，很快而有精神的快板。主要以奏鸣曲式为主，分两个部分。第一部分以雄浑的重板和断奏，第二部分则富于流动感。

### 第二乐章
A♭大調。如歌的慢板。采用了回旋曲式（Rondo），由兩個調性不同的插部（episode）分開了三個調性相同的主題。

### 第三乐章
C小调，回旋曲式，快板。

## 衍生作品
- 第二樂章被改编成多种版本，成为轻音乐中名篇，且对流行乐也有着深远的影响。常被其它艺术引用，例如在恋爱影视作品[哪個／哪些？]中做為背景音乐，象征纯洁或爱情。第三乐章則擁有许多被改编的版本。甚至改成拉丁舞舞曲。

## 外部連結
- 第8钢琴奏鸣曲 (贝多芬)：国际乐谱典藏计划上的乐谱
- 里科尔迪（英语：Casa Ricordi）版乐谱 （页面存档备份，存于），雅各布斯音乐学院的威廉和盖尔·库克音乐图书馆（英语：William and Gayle Cook Music Library）
- 这首奏鸣曲在Musopen的公共领域录音 （页面存档备份，存于）
- 乌托邦计划（英语：Mutopia Project）上的多种格式乐谱和MIDI文件 （页面存档备份，存于）
- 悲怆奏鸣曲的简要分析 （页面存档备份，存于）和免费乐谱
- 希夫·安德拉斯关于悲怆奏鸣曲的讲座 （页面存档备份，存于）
- 帕福利·江珀潘恩（Paavali Jumppanen）于伊莎贝拉嘉纳艺术博物馆内的演奏录音